# 彩虹小馬 (2000年代動畫)
《彩虹小馬》（英語：My Little Pony）是美國玩具公司孩之寶旗下品牌彩虹小馬於2003~2009年推出的動畫系列，這一系列為於不同時期的作品區隔，一般被稱作第3代彩虹小馬（G3），而由於中間畫風的轉變，前後期又被分別作稱為G3與G3.5。
這一代的動畫沒有在電視上播放，而是採取錄影帶首映推出。

## 設定
劇情主要描述小馬們在小馬鎮（Ponyville）所發生的生活趣事，該作的許多角色設定都被下一代的動畫《彩虹小馬：友情就是魔法》所沿用，但外觀與個性還是有所差異。

### 角色
早期的角色較為多元，在2007年後則確立了以7位角色作為主軸，又被稱為Core 7。
- 粉紅派（Pinkie Pie）

配音員：美國：Janyse Jaud
粉紅色身體與鬃毛的陸馬，可愛標誌為3個氣球。充滿想像力與友善，善於主辦派對。
- 飛車璐璐（Scootaloo）

配音員：美國：Tabitha St. Germain
橘色身體與紫色鬃毛的陸馬，可愛標誌為蝴蝶圖案。善於運動且喜愛玩樂。
- 嘟拉嚕啦（Toola-Roola）

配音員：美國：Erin Mathews
桃色身體與彩色鬃毛的陸馬，可愛標誌為一隻水彩筆。善於繪畫，喜愛尋找靈感。
- 彩虹黛西（Rainbow Dash）

配音員：美國：Anna Cummer
水藍色身體與彩色鬃毛的陸馬，可愛標誌為雲朵與彩虹。喜好時尚，總是穿著有型。
- 甜貝兒（Sweetie Belle）

配音員：美國：Andrea Libman
白色身體與紫色、粉紅色相間鬃毛的獨角獸，可愛標誌為愛心圖案。喜歡製作甜點。
- 采妮（Cheerilee）

配音員：美國：Kelly Sheridan
洋紅色身體與桃色鬃毛的陸馬，可愛標誌為櫻花圖案。她喜歡花朵以及說故事。
- 星曲（Starsong）

配音員：美國：Chantal Strand
紫色身體與粉紅色鬃毛的天馬，可愛標誌為兩個星星圖案。善於歌唱與跳舞。

## 劇集列表

### G3
- A Charming Birthday  (2003)
- Dancing in the Clouds  (2004)
- Friends Are Never Far Away  (2005)
- 一个薄荷味的圣诞节  (2005)
- 公主长廊  (2006)
- 水晶公主：失控的彩虹  (2006)
- 一个非常小马的地方  (2007)
- My Little Pony:  Pinkie Pie's Special Day  (2008)
- My Little Pony: Meet the Ponies  (2008)
- My Little Pony: Starsong and the Magic Dance Shoes  (2008)
- My Little Pony: Rainbow Dash's Special Day  (2009)

### G3.5
- 晖映许愿冒险  (2009)

### 音樂劇
- 世界上最大的茶話會 (演出於2006至2008年。DVD於2008年9月發行)